# Kayı, Kemer
Kayı là một xã thuộc huyện Kemer, tỉnh Burdur, Thổ Nhĩ Kỳ. Dân số thời điểm năm 2010 là 184 người.